# 新疆医科大学
43°50′12″N 87°34′34″E / 43.83668°N 87.57601°E
新疆医科大学（Xinjiang Medical University)，简称“新医大”，是中国新疆乌鲁木齐的一所公立大学。在校学生34000余人。

## 历史
1954年，前身新疆医学院成立，1956年建成招生。
1998年，新疆医学院与原新疆中医学院合并成立新疆医科大学。
2016年8月，新疆维吾尔自治区人民政府、原国家卫生计生委、教育部联合印发《关于共建新疆医科大学的意见》，学校正式成为部委省共建高校。
2021年1月25日，经中华人民共和国教育部批准，原由新疆医科大学管理的独立学院新疆医科大学厚博学院（新疆医科大学克拉玛依学院）脱离该校管理，并转设为公办普通高等学校新疆第二医学院，由新疆维吾尔自治区人民政府领导管理。

## 校园
学校现有2个主校区，下设26个院（部），有8所直属附属医院，7所非隶属附属医院。另有18所教学医院，95所实习医院，45所专业实习基地。
学校总占地面积171.25万平方米（约2569亩），总建筑面积123.95万平方米，其中教学及辅助用房面积39.79万平方米。固定资产总值484710.68万元，教学科研仪器设备资产值42232.99万元。图书馆面积5.02万平方米，拥有纸质藏书总量为183.64万册，电子图书73.44万册，电子期刊76.01万册，学位论文1052.50万册，音视频5393小时。

## 图库

大门
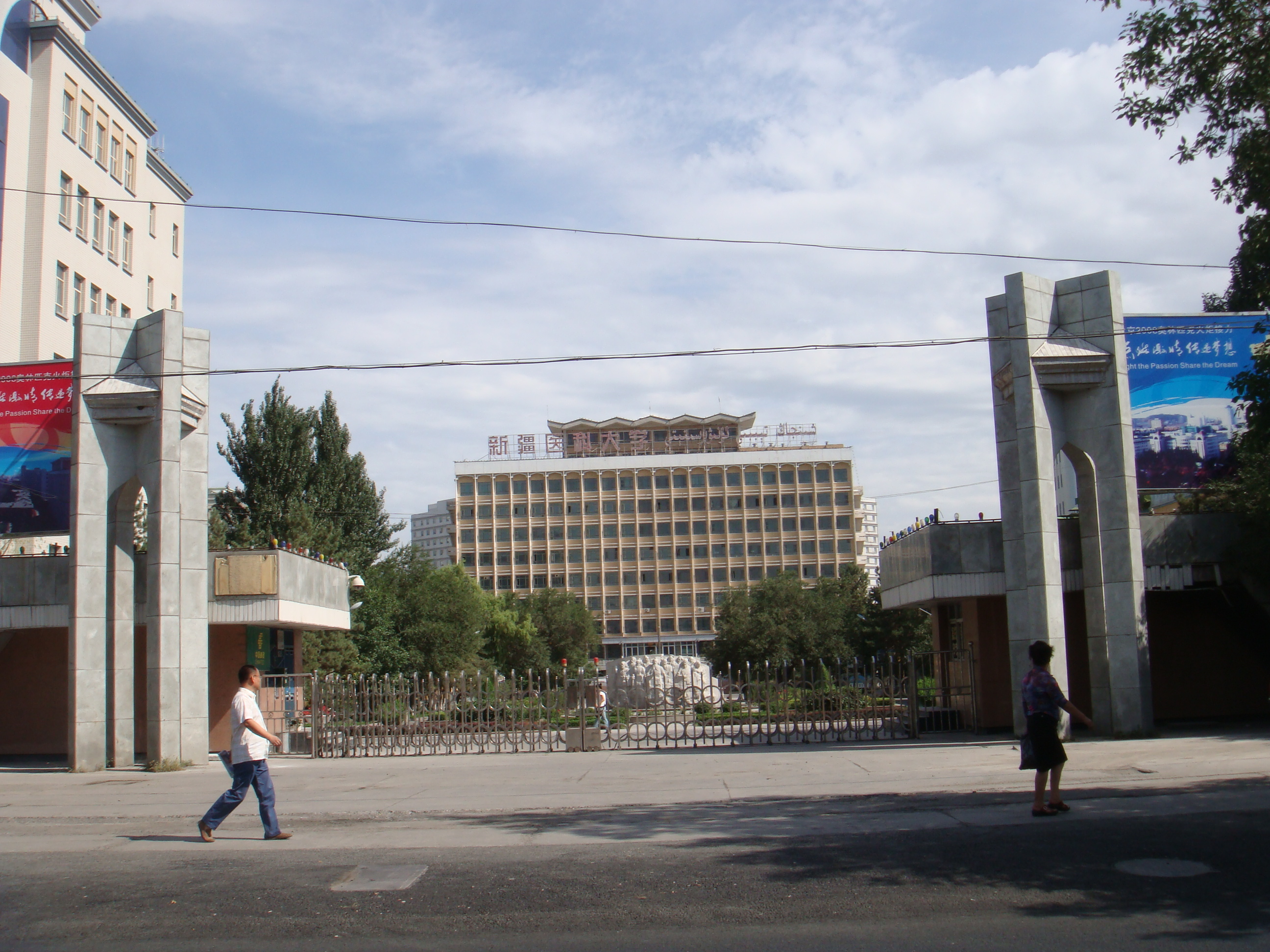
新疆医科大学大楼
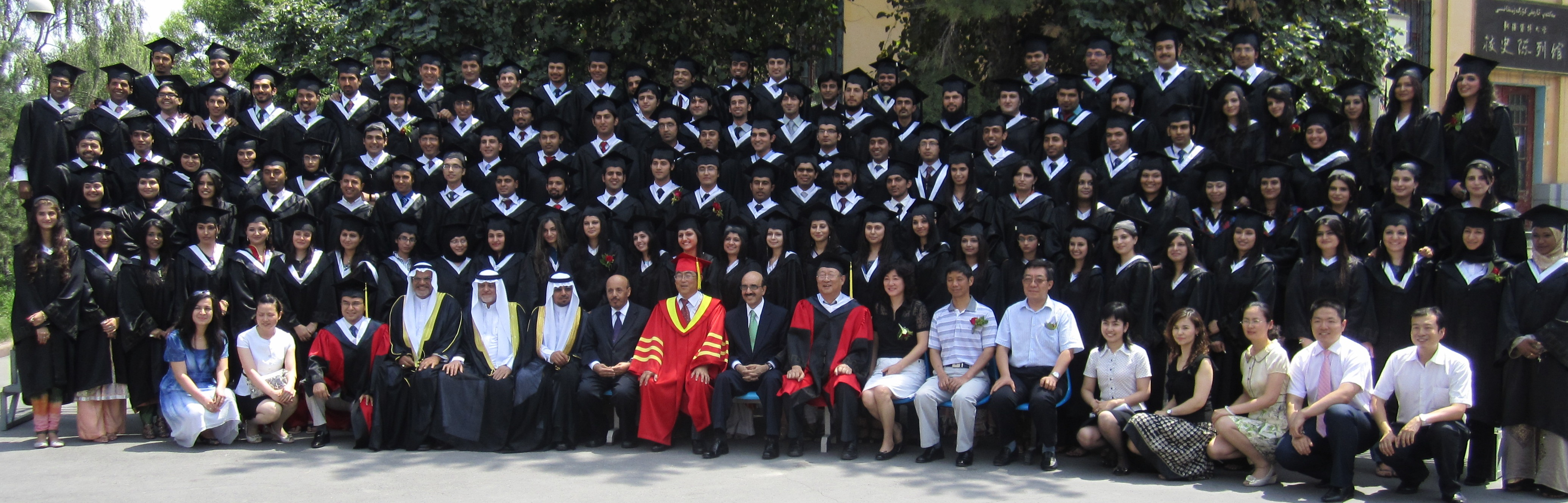
第六个新疆医科大学外国学生毕业典礼，与巴基斯坦大使Masood Khan和代表性沙特阿拉伯大使馆Saleh Alsagri
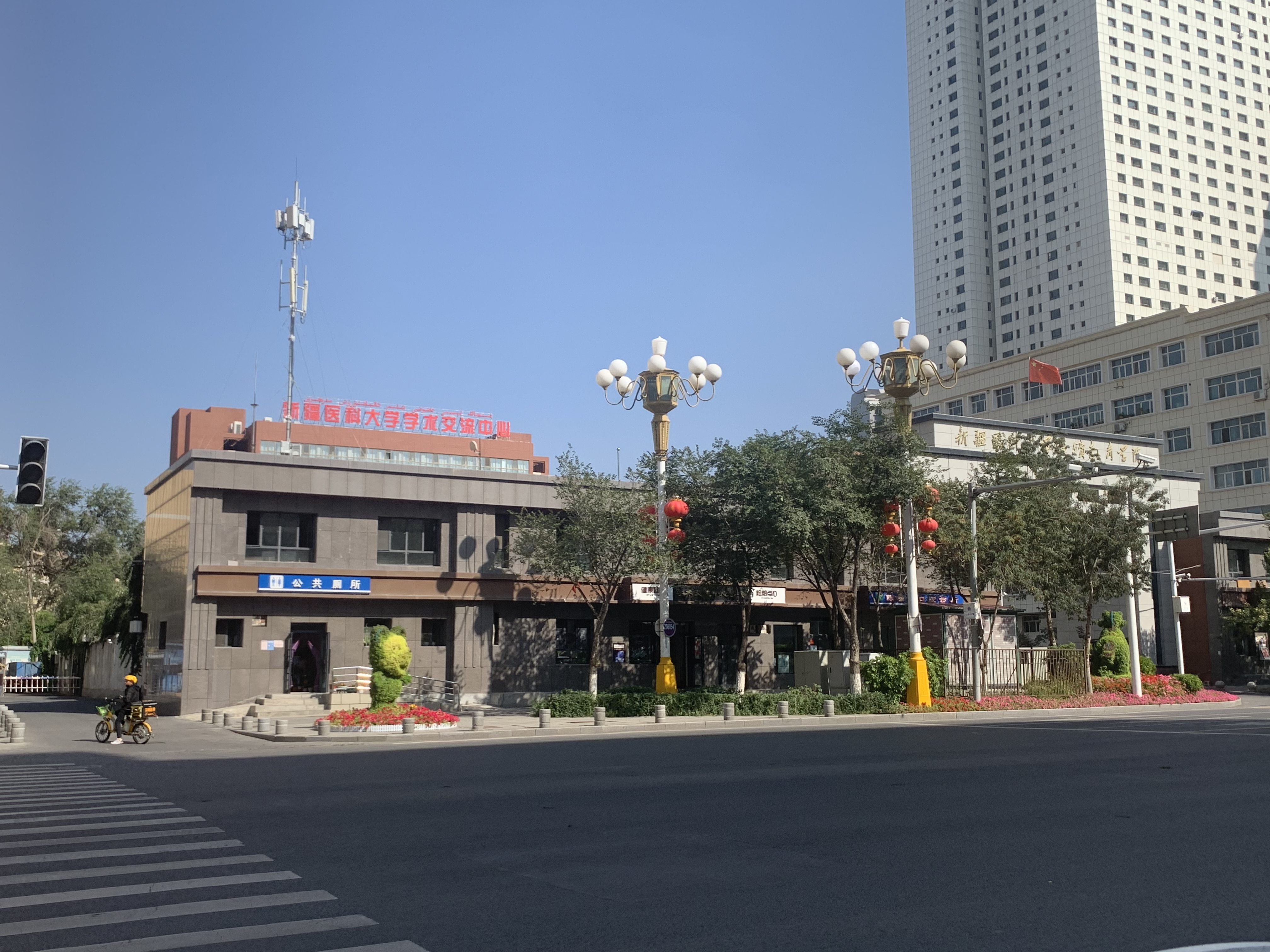
2021年1月2日，新疆医科大学医学工程技术学院的王凯教授团队创造了让国内生物数学领域都瞩目的成绩单。10个月，发表了10篇被SCI（科学引文索引）收录的论文。
- 新疆医科大学学术交流中心 新疆医科大学继续教育学院